# Fertőendréd
Fertőendréd (németül: Großandrä) község Győr-Moson-Sopron vármegyében, a Soproni járásban.

## Fekvése
A Hanság déli részén, az Ikva partján fekszik. Korábban a településhez tartozó lakott hely volt Endrédújmajor községrész is, a belterületétől jó 3 kilométerre délkeletre, de az az idők folyamán elnéptelenedett.
A szomszédos települések: északkelet felől Agyagosszergény, délkelet felől Vitnyéd, dél felől Csapod, délnyugat felől Fertőszentmiklós és Petőháza, északnyugat felől pedig Fertőd (Süttör).

### Megközelítése
A község területén áthalad, kelet-nyugati irányban a Győrt Sopronnal összekötő 85-ös főút, illetve az azt tehermentesítő M85-ös autóút, ez a két legfontosabb közúti megközelítési útvonala. Az M85-ösről a Fertőendréd-Fertőd-lehajtónál kell letérni a 8648-as útra, mely a 85-ös főútra vezet ki; ennek csomópontjától mintegy 800 méterre nyugatra ágazik ki északnyugat felé a község belterületére (és onnan tovább Süttörre) vezető 8518-as út.
A környező települések közül délnyugati szomszédjával, Petőházával egy önkormányzati út (Temető utca) köti össze, míg Agyagosszergényre a 85-ös főút endrédi szakaszától a 8517-es út, a központból pedig egy, az Ikva folyásával párhuzamos, burkolatlan mezőgazdasági út vezet. Határszélét egy rövid szakaszon érinti még a 8519-es út is.

## Történelme
Római kori település nyomát találták Endrédújmajor táján. Első írásos említése 1348-ból való. Középkori birtokosai az Endrédy-, Pinnyei- és a Kanizsai család, majd házasság révén 1536-tól a Nádasdyaké és 1681-től az Esterházyak birtoka. Esterházy Pál előbb Széchényi György érseknek, majd 1700-tól a máriacelli bencéseknek adta zálogba, kiktől utóda 1719-ben váltotta vissza. Ettől kezdve az Esterházyak saját kezelésében maradt, mint a süttöri uradalom része. Az úrbérrendezés által fölállított keretek kedvezőtlen megmerevedését az irtásföldek állandó terjeszkedése enyhítette. 1818-ban azonban az uraság visszavette a jobbágyok százéves munkájának gyümölcsét.  Az 1820-as években az 1767-ben megállapított telkeket földarabolták, és új családoknak is juttattak jobbágytelkeket. Ezért Endréden a jobbágycsaládok mindegyike külön, saját telkén élt.

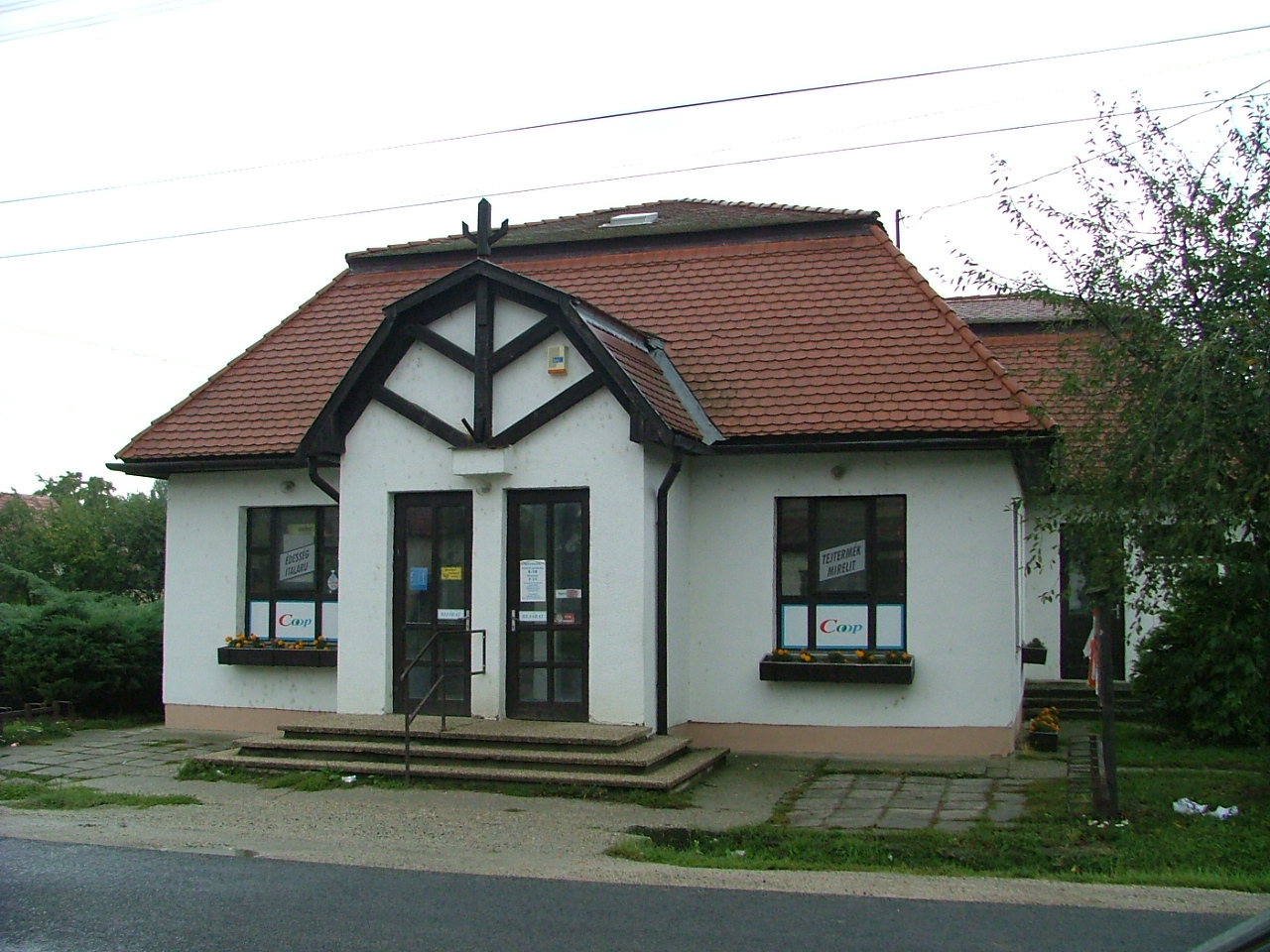
A vegyesbolt

A lakosság etnikai összetételén két esemény változtatott. Az Esterházyak 1540 körül menekült horvátokat telepítettek le oly nagy számban, hogy az őslakos magyarság beolvadt a horvátságba. Az 1584. évi urbárium háromnegyed részben horvátok által lakottnak mutatja Endrédet. A horvát dűlőnevek használata arra enged következtetni, hogy horvátul – régies megjelöléssel „tótul” – beszéltek. A 16. század végéig nincs német a faluban. A németség betelepedése 1700-1719. évekre – a máriacelli bencések bérletének idejére – valamint az Esterházyak által 1720 körül végrehajtott német telepítés korára esik. A betelepített németség önmagában sem egységes, a birodalom legkülönbözőbb részeiből vándorolt be, nem bizonyult állandónak és kitartónak, hanem ide-oda vándorolt. Bár a földesúr a németségnek kedvezett – alkalmazottai, cselédei németek voltak –, mégis a kisebbségben levő magyarság került többségbe a 18. század közepére.
A két világháború között 10-15 holdas törpebirtokosok lakták a községet. A világgazdasági válság megviselte a gazdákat. 1934-től gyors fellendülés következett be. Búzát, cukorrépát termesztettek, jelentős volt az állattenyésztés is. Iparosa cipész és kőműves szakmákban volt a falunak. A lakosság zöme a mezőgazdaságból élt. A II. világháború során a visszavonuló német egységek felrobbantották az Ikva kőhídját, az oroszok az öntésmajori szeszfőzde feldúlása után a faluban fosztogattak.
1945-ben elsősorban a zselléreknek osztottak földet a szomszédos Esterházy-nagybirtokból. 1959-ben megalakul a Rákóczi termelőszövetkezet, majd a fellendülés ellenére egyesítik a fertődi „Zöld mező” Tsz-szel. 1966-70 között szőlőt, majd kajszibarackot telepítenek. Az 1970-es évek elejétől a községet a fertődi tanáccsal közösen igazgatják. Az iskolát körzetesítik, az üresen maradt iskolaépületbe a soproni Ciklámen Ruhaipari Szövetkezet varrodája települ, a tanítólakásokból alakítják ki az óvodát.

## Címere
- A település régi címere: A Kádár-korszak alatt használt jelkép alapja egy középen kettéhasított címerpajzs. A felső fehér mezőben egy lépcsős mintázat található. Az alsó zöld mezőben az aranyszínű pecsétképbe foglalt pálmalevél felett látható ekevas a falu agrárjellegét mutatja. A pajzs alján hullámzó kék vonal a falu patakját, az Ikvát jelképezik.

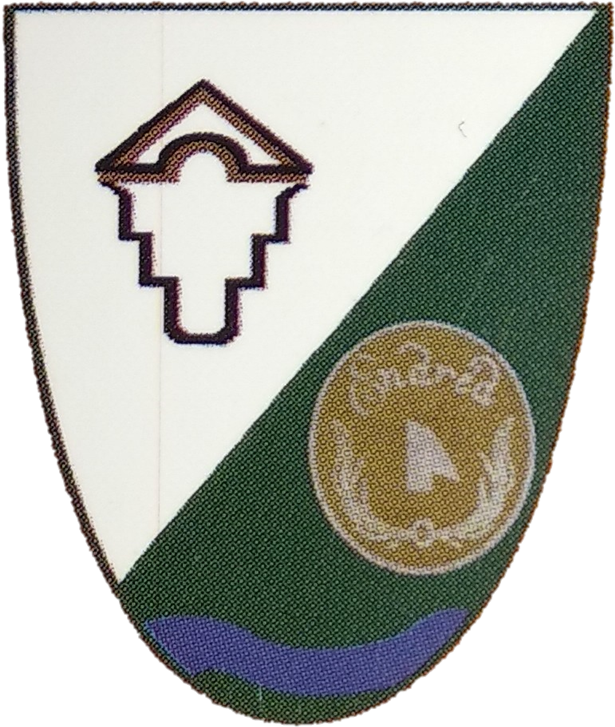
Régi címer

- A település új címere: Egy középső függőleges vonallal elfelezett, majd egy bal oldali vízszintes vonallal elharmadolt háromszögű ívelt talpú pajzs. Első mezejében a római katolikus templomot jelképező egytornyos ezüsttemplom látható. A második mezejében arany pálmalevelek felett, lebegő arany ekevasat a mezőgazdasággal foglalkozó elődök miatt komponálták most is a falu új jelképébe. A harmadik mezejében lévő kék vonalak pedig az Ikva patakot, mint a település határain belül folyó vizet jelentik. A címerpajzs felett elhelyezkedő ezüstszalagra, fekete betűkkel a község neve van írva.[4]

## Közélete

### Polgármesterei
- 1990–1994: Fücsök József (független)[5]
- 1994–1998: Fücsök József (független)[6]
- 1998–2002: Németh Alajosné (független)[7]
- 2002–2006: Rádler István (független)[8]
- 2006–2010: Rádler István (független)[9]
- 2010–2014: Rádler István (független)[10]
- 2014–2019: Horváth Attiláné (független)[11]
- 2019–2024: Horváth Attiláné (független)[12]
- 2024– : Horváth Attiláné (független)[1]

## Népesség
A település népességének változása:
| Lakosok száma | 637  | 637  | 638  | 663  | 617  | 599  | 609  |
|               | 2013 | 2014 | 2015 | 2021 | 2022 | 2023 | 2024 |

A 2011-es népszámlálás során a lakosok 85,6%-a magyarnak, 0,5% németnek mondta magát (14,3% nem nyilatkozott; a kettős identitások miatt a végösszeg nagyobb lehet 100%-nál). A vallási megoszlás a következő volt: római katolikus 72,2%, református 1,3%, evangélikus 1%, görögkatolikus 2,2%, izraelita 0,2%, felekezeten kívüli 1,7% (21,3% nem nyilatkozott).
2022-ben a lakosság 92,9%-a vallotta magát magyarnak, 3,9% németnek, 0,2% románnak, 0,2% horvátnak, 0,2% lengyelnek, 1,5% egyéb, nem hazai nemzetiségűnek (6,8% nem nyilatkozott; a kettős identitások miatt a végösszeg nagyobb lehet 100%-nál). Vallásuk szerint 60,1% volt római katolikus, 1,9% református, 1,8% görög katolikus, 1% evangélikus, 0,3% egyéb keresztény, 1% egyéb katolikus, 4,1% felekezeten kívüli (29,8% nem válaszolt).

## Nevezetességei
- A római katolikus templom a 18. század elején a falun kívül állott, 1753-ban újjáépítették. Háromszáz év alatt többször leégett, végül a mai egyhajós, középtornyos építmény 1908-ban épült Herczeg Zsigmond tervei szerint. A templomot Szent István királynak szentelték, és a plébániát is róla nevezték el. Az oltár felett található festmény Szűz Máriát királynőként ábrázolja, kezében a kis Jézussal. Balról egyházi személyek, jobbról világiak nézik az Anyát és a Gyermekét. Az előtérben emléket állítottak a településről származó világháborús hősöknek. Napjainkban, hétköznapokon és ünnepeken egyaránt a templomot liturgikus zászlókkal díszítik.
- A falu népházát egyházi kezdeményezésre egy helyi védelem alatt álló régi épületben alakították ki 1999-ben. Amikor a katolikus népház az önkormányzat tulajdonába került, akkor létesítették itt egy könyvtárat internet hozzáféréssel. Pár éve itt tartják a helyi nyugdíjasklub találkozóit is.
- A kupolás, négytantermes iskolaépületet közadakozás eredményeként építették, itt 1998-ban indult meg az oktatás az első 8 évfolyamon. Az osztályok kettesével össze voltak vonva, így a diákok elfértek a termekben. Az Endrédy Vendel Általános Iskola körzetébe tartozott az község teljes közigazgatási területe. Az önkormányzati intézményt 2007-ben szüntették meg, ezután az épület 10 évig üresen állt, míg meg nem nyílt a Waldorf Iskola, ahol a kisiskoláskorú gyerekek a Waldorf-kerettanterv alapján tanulhattak. Az épületet azonban hamar kinőtték. A 2018/2019-es tanévben még mind az öt osztály Fertőendréden tanult, de a rákövetkező évben már Sopronba költöztették át az intézményt. Azóta az ingatlan üresen áll, nyaranta táborokat tartanak itt, illetve az év más időszakaiban kibérelhető.[15][16][17]
- Patrona Hungariae-oszlop: A Fő utca és a Temető utca kereszteződésénél 1884-ben állítottak egy fogadalmi szobrot. A fogadalmi szobor témájának és alakjainak megválasztásában valószínűleg szerepe volt annak, hogy 1884-ben az állítás időpontjában már folytak a millenniumi előkészületek. A főalak Szűz Mária a kis Jézussal az ábrázolásuk hasonlít a templomban található festményéhez. A mellékalak két magyar szent: István és Imre. A zsinóros ruházatot és köpenyt viselő, hullámos hajú Imre herceg övéről kard lóg, kezében liliomot tart. István király bal kezében az országalmát tartja, jobbjában eredetileg jogar lehetett, de az már nincs meg.[18]

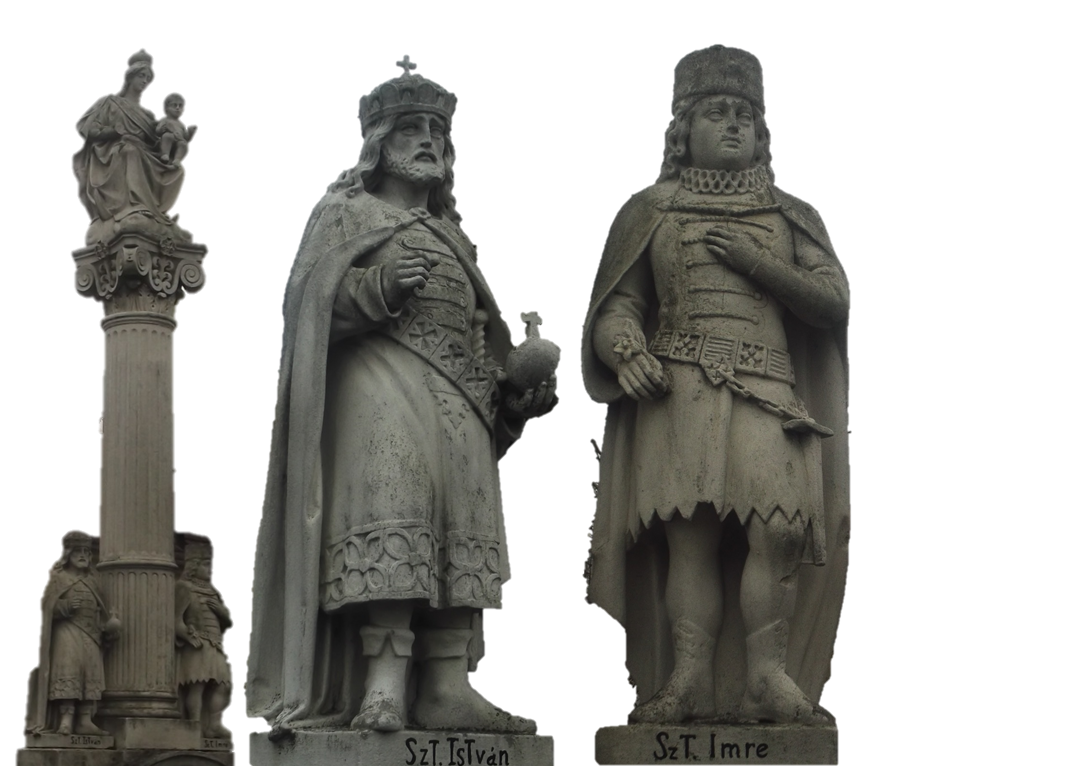
Összeállítás az oszlop szobraiból (Fertőendréd-Patrona Hungariae)